# Husband Edward Kimmel
Husband Edward Kimmel (ur. 26 lutego 1882 w Henderson, zm. 14 maja 1968 w Groton) – czterogwiazdkowy admirał United States Navy. W momencie ataku na Pearl Harbor sprawował funkcję głównodowodzącego Floty Pacyfiku i komendanta bazy. W wyniku ataku został usunięty ze swojego stanowiska i obniżono mu stopień do dwugwiazdkowego kontradmirała. Zrezygnował następnie ze służby z tym stopniem.

## Życiorys
Urodził się 26 lutego 1882 roku w Henderson w stanie Kentucky w rodzinie o tradycjach wojskowych, jego ojciec był majorem piechoty. Akademię Marynarki Wojennej ukończył w 1904 roku. Jego kariera przebiegała w typowy sposób, służył początkowo na okrętach liniowych w stopniach oficerskich, po czym dowodził kolejno niszczycielem, eskadrą niszczycieli, okrętem liniowym USS „New York”. Następnie sprawował szereg funkcji administracyjno-dowódczych, ukończył też kurs dla wyższych oficerów marynarki w akademii marynarki USA. W 1937 roku otrzymał awans do stopnia kontradmirała i stanowisko dowódcy dywizjonu krążowników, dwa lata później pod jego komendę oddano wszystkie okręty tego rodzaju we flocie Stanów Zjednoczonych.
W lutym 1941 roku adm. Kimmel otrzymał dowództwo nad całością amerykańskich sił morskich na Pacyfiku (czasowo przyznano mu stopień admirała czterogwiazdkowego). Awansując go, pominięto przy tym 32 starszych stażem lub stopniem wyższych oficerów. Jedną z pierwszych spraw, jakie zaczął załatwiać adm. Kimmel po przybyciu do bazy Floty Pacyfiku, było wzmocnienie obrony portu i otaczającego go terenu. Próby zdecydowanego „uporządkowania” i scentralizowania ośrodków decyzyjnych, odpowiadających za nadzór nad bezpieczeństwem Pearl Harbor, nie były do końca pomyślne. W gestii marynarki pozostawało bezpieczeństwo samego portu i rozpoznanie akwenu leżących dokoła wyspy, jednak ochronę przeciwlotniczą zapewniała już armia, do niej należały zarówno stanowiska radarowe wokół portu, jak i schrony oraz urządzenia przeciwinwazyjne. Brakowało współdziałań w sprawach bezpieczeństwa, nie było też woli współpracy – zarówno od strony armii, jak i podległych Kimmelowi oficerów marynarki. Atak na Pearl Harbor był końcem kariery adm. Kimmela – we wspomnieniach jego współpracowników przytaczana jest scena, podczas której dowódca bazy obserwował nalot japoński z okna swojego biura w bazie okrętów podwodnych. Musnął go wówczas jeden z pocisków wroga, na co miał stwierdzić, że „byłoby lepiej, gdyby mnie zabił”.
Odwołano go ze stanowiska w połowie grudnia 1941 roku obwiniając o klęskę spowodowaną nalotem Japończyków. Dobrowolnie przeszedł na emeryturę wiosną 1942 roku, wiele energii poświęcając od tego czasu próbom oczyszczenia swego nazwiska, które na długie lata stało się dla amerykańskich marynarzy i opinii publicznej synonimem niekompetencji. Oskarżono go o zaniechania, wskutek których możliwe stało się skryte podejście nieprzyjaciela i niespodziewany atak. W czasie wojny przeprowadzono osiem różnych dochodzeń, które miały dowieść jego winy i odpowiedzialnego za obronę lądową gen. Shorta. Za każdym razem stwierdzano, że jedyną winą jaką można byłoby przypisać Kimmelowi, była błędna ocena sytuacji – a tego rodzaju „winę” można byłoby przypisać większości wysokich rangą oficerów amerykańskich na stanowiskach dowódczych. Proponowano mu „honorowe” rozwiązanie sprawy polegające na wzięciu na siebie odpowiedzialności za klęskę, jednak admirał od początku bronił się, że – celowo lub przypadkowo – nie przekazano mu wszystkich wiadomości, jakimi dysponował rząd, i żądał oczyszczenia swojego imienia. Dopiero w sierpniu 1945 roku ostateczny wyrok komisji Kongresu, a nie sądu wojskowego, potwierdził jego niewinność, nie precyzując jednocześnie winnych zaniedbań. Mimo to przez kolejne lata adm. Kimmel starał się dowieść, że celowo nie informowano go o poczynaniach wroga, chcąc wciągnąć Stany Zjednoczone do wojny. Kimmel zmarł 14 maja 1968 roku w Groton, w stanie Connecticut.
Na możliwości działania adm. Kimmela miał także wpływ ówczesny system awansów wśród admirałów w US Navy. Oprócz systemu „zwyczajnego”, czyli systemu typowych awansów na kolejne stopnie, istniał system „nadzwyczajny” polegający na tym, że dana osoba na określony czas otrzymywała wyższy stopień. Zazwyczaj dotyczyło to powoływania np. kontradmirała na teoretycznie wysokie stanowisko dowódcy Floty Pacyfiku (lub Floty Atlantyku) – na czas pełnienia tej funkcji dany oficer otrzymywał tymczasowo stopień admirała, a po zakończeniu pełnienia wracał do stopnia kontradmirała. Praktyka ta związana była z tym, że funkcje dowódców obu flot podczas pokoju w praktyce nie wiązały się z dużą realną władzą, a równocześnie wymagały wypełniania licznych i uciążliwych obowiązków administracyjnych oraz reprezentacyjnych, więc starsi admirałowie nie chcieli obejmować tych funkcji. Taki dowódca nie zawsze był postrzegany jako pełnoprawny przełożony przez swoich formalnych podwładnych (mających przeważnie wyższe stałe stopnie, a także dłuższy czas służby), a ponadto wiedział, że ci podwładni mogą w przyszłości mieć wpływ na jego dalszą karierę; w rezultacie taki dowódca wolał z podwładnymi „koordynować” swoje działania zamiast im rozkazywać.
W 1955 roku opublikował książkę Admiral Kimmel’s Story przedstawiającą jego punkt widzenia na przyczyny tragedii Pearl Harbor.
Rodzina admirała Kimmela wielokrotnie podejmowała starania na rzecz jego rehabilitacji.